# هاو ماين
نادي هاو ماين لكرة القدم مقره في بولاوايو،زيمبابوي. كان النادي يلعب في دوري زيمبابوي الممتاز قبل أن يتخلى عن رخصته قبل موسم 2018. تم رعاية الفريق من قبل هاو ماين جولد.
لعب هاو ماين نهائي كأس تشيبوكو 2017 ، حيث خسر 3-1 أمام هراري سيتي.

## روابط خارجية
- معلومات الفريق على Soccerway
- معلومات الفريق على Soccer24